# ラリー・エストニア

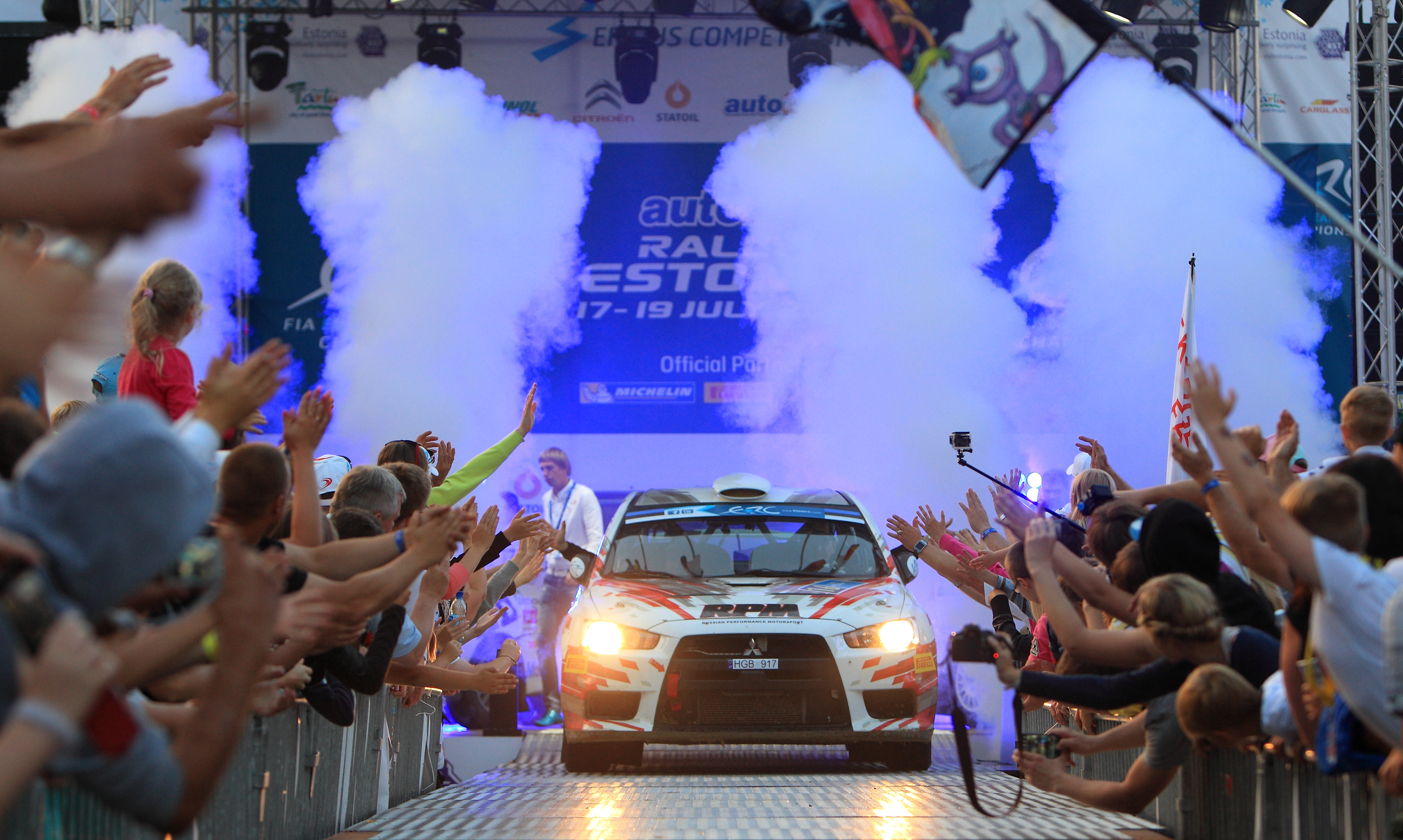
2014年ERCラリー・エストニア

ラリー・エストニア (Rally Estonia ) は、エストニアで開催されるラリーイベント。2014年から2016年にかけてはヨーロッパラリー選手権 (ERC) 、2020年は世界ラリー選手権 (WRC) の一戦として開催された。

## 沿革
北欧の小国エストニアではラリー人気が高く、元WRCドライバーのウルモ・アーヴァらが共同運営者となり、2010年に初めて国名を冠したラリー・エストニアを開催した。WRC通算5勝の実績を持つマルコ・マルティンが初代ウィナーとなった。
エストニアラリー選手権の1戦としてスタートし、2014年から2016年までの3年間は国際格式のERCのカレンダーに加わった。2014年はERCラリー・オブ・ザ・イヤー（年間最優秀イベント）に選ばれた。
2017年の休止を経て、2018年にシェル・ヒリックスをメインスポンサーとして再開し、WRCに参戦する3マニュファクチャラーからワークスWRカーとドライバーが参戦した。エストニア出身のオィット・タナックがWRCのチャンピオン候補に成長したことも追い風となり、WRC誘致活動が本格化する。2019年はエストニア政府の公的支援を受け、WRCの公式プロモーションイベントに認定され、WRCに参戦する全4マニュファクチャラーが出場した。
2020年は主催者とエストニア・オートスポーツ連盟のいざこざから中止が発表され、WRC誘致が遠のいたように見えたが、新型コロナウイルス感染症の世界的流行によりヨーロッパ圏外のWRCイベントが相次いで中止となり、国際自動車連盟 (FIA) が選手権カレンダーを再編した結果、一転してラリー・エストニアのWRC初開催が実現する運びとなった。この一戦は3月のラリー・メキシコから半年間中断してきたWRCシーズンの再開イベントとなり、コロナ感染対策のテストケースとして注目された。運営側は走行距離・日程の短縮、ラリー関係者の接触回避・観客コントロールなどの感染予防策を準備した上でチケット1万6000枚を販売し、有観客イベントとして無事開催にこぎつけた。タナックは「勝たねばならなかった」という使命感を、3年連続優勝（通算4勝目）という形で実現した。
2021年はWRC第7戦として正式にカレンダーに登録され、4日間24ステージのフルスケールで開催された。20歳のカッレ・ロバンペラがタナックの4連覇を阻止し、WRC初優勝と史上最年少記録更新を達成した。

## 特徴

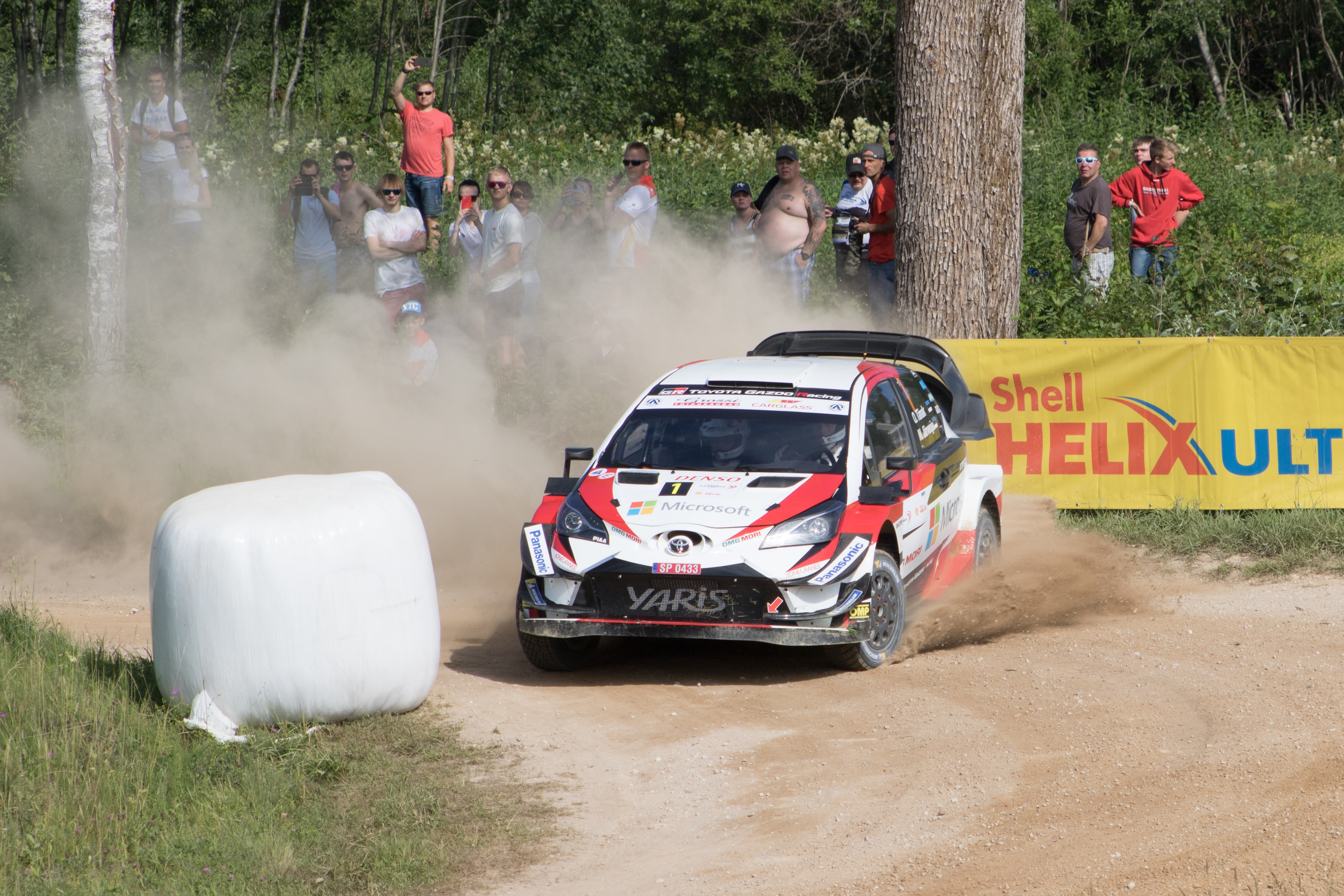
トヨタ・ヤリスWRCをドライブするタナック（2018年）

国内第二の都市タルトゥを中心に、エストニア南東部の一帯で行われる。例年7月に行われるが、WRC初開催の2020年は変則スケジュールのため9月に開催された。
バルト海を挟んで距離の近いラリー・フィンランドと環境が似ており、アベレージスピードが高い高速グラベルコースである。このため、例年8月に行われるラリー・フィンランドに向けドライビング感覚を慣らし、車両セッティングを煮詰める「前哨戦」という名目で、WRCチームがスポット参戦を行ってきた。
ただし、フィンランドよりも路面に砂利が多く、地盤が柔らかいため滑りやすい。深い轍ができやすく、リピートステージでは走行が難しくなる。フィンランドのアクセル踏みっぱなしで飛ぶジャンピングスポットと違い、ジャンプの種類に合わせたスピードの調整が重要になる。2019年にはMスポーツのエルフィン・エヴァンスがジャンプの着地の衝撃で背中を負傷し、WRCのフィンランド・ドイツ・トルコの3戦を欠場した。

## 歴代勝者
| 年     | シリーズ   | 優勝者                 | 優勝者                     | 車輌                             |
| 年     | シリーズ   | ドライバー             | コ・ドライバー             | 車輌                             |
| ------ | ---------- | ---------------------- | -------------------------- | -------------------------------- |
| 2010年 |            | マルコ・マルティン     | クリスト・クラーグ         | フォード・フォーカス RS WRC      |
| 2011年 |            | マッズ・オストベルグ   | ヨナス・アンダーソン       | フォード・フィエスタ RS WRC      |
| 2012年 |            | マッズ・オストベルグ   | ヨナス・アンダーソン       | フォード・フィエスタ RS WRC      |
| 2013年 |            | ゲオルグ・グロス       | ライゴ・モルダー           | フォード・フォーカス RS WRC      |
| 2014年 | ERC        | オィット・タナック     | ライゴ・モルダー           | フォード・フィエスタR5           |
| 2015年 | ERC        | アレクセイ・ルキヤヌク | アレクセイ・アルノートフ   | 三菱・ランサーエボリューション X |
| 2016年 | ERC        | ラルフス・シルマシス   | マリス・クルス             | シュコダ・ファビアR5             |
| 2017年 | 開催されず | 開催されず             | 開催されず                 | 開催されず                       |
| 2018年 |            | オィット・タナック     | マルティン・ヤルヴェオヤ   | トヨタ・ヤリスWRC                |
| 2019年 |            | オィット・タナック     | マルティン・ヤルヴェオヤ   | トヨタ・ヤリスWRC                |
| 2020年 | WRC        | オィット・タナック     | マルティン・ヤルヴェオヤ   | ヒュンダイ・i20クーペWRC         |
| 2021年 | WRC        | カッレ・ロバンペラ     | ヨンネ・ハルットゥネン     | トヨタ・ヤリスWRC                |
| 2022年 | WRC        | カッレ・ロバンペラ     | ヨンネ・ハルットゥネン     | トヨタ・GRヤリス ラリー1         |
| 2023年 | WRC        | カッレ・ロバンペラ     | ヨンネ・ハルットゥネン     | トヨタ・GRヤリス ラリー1         |
| 2024年 | ERC        | Georg Linnamäe         | James Morgan               | トヨタ・GRヤリス ラリー2         |
| 2025年 | WRC        | オリバー・ソルベルグ   | エリオット・エドモンドソン | トヨタ・GRヤリス ラリー1         |